# Turrialba (wulkan)
Turrialba (hiszp. Volcán Turrialba) – czynny stratowulkan w środkowej Kostaryce, położony w paśmie Cordillera Central – najbardziej wysunięty na wschód wulkaniczny szczyt tego pasma. Wznosi się na wysokość 3340 m n.p.m. – jest tym samym drugim pod względem wysokości, po położonym w niedalekim sąsiedztwie wulkanie Irazú, wulkanem kraju.
Turrialba posiada trzy wyraźne kratery w partii szczytowej. Badania wskazują, że w ciągu ostatnich 3,5 tys. lat miało tu miejsce 5 dużych erupcji eksplozywnych. Wulkan miał okres podwyższonej aktywności w połowie XIX wieku, kiedy między 1847 a 1866 doszło do kilku erupcji. Od tego czasu wulkan był spokojny. W kraterach aktywne są nadal fumarole.
Szczytowe partie wulkanu objętą są ochroną w ramach parku narodowego Volcán Turrialba.